# Alcool amylique
L'alcool amylique, ou pentanol est un composé organique de la classe des alcools de formule C5H12O.

## Historique
Fin 1849, Biot, qui avait fait des recherches sur l'électromagnétisme et la polarisation de la lumière, avait informé Louis Pasteur que l'alcool amylique C5H11OH produit lors de la fermentation de la fécule de pomme de terre déviait le plan de polarisation de la lumière. Pasteur s'était immédiatement intéressé à examiner les propriétés de ce corps. L'amylose et l'amylopectine de l'amidon peuvent être séparées par l'alcool amylique.

## Isomères
Il existe douze isomères de l'alcool amylique (C5H12O), en comptant les énantiomères.
Trois de ces alcools (l'alcool amylique actif, le méthyl (n) propyl carbinol et le méthylisopropyl carbinol) possèdent un carbone asymétrique et peuvent exister dans trois états:
- deux énantiomères optiquement actifs.
- un mélange de ces deux isomères, optiquement inactif

| Nom IUAPC               | Nom(s) commun(s)                                                   | Classe de l'alcool | CAS       | Formule topologique |
| ----------------------- | ------------------------------------------------------------------ | ------------------ | --------- | ------------------- |
| pentan-1-ol             | Alcool amylique normal Alcool n-amylique                           | primaire           | 71-41-0   |                     |
| 3-méthylbutan-1-ol      | Isopentanol Isobutyl carbinol Alcool iso-amylique (huile de fusel) | primaire           | 123-51-3  |                     |
| 2-méthylbutan-1-ol      | Alcool amylique actif (chiral) Secpentanol                         | primaire           | 137-32-6  |                     |
| 2,2-diméthylpropan-1-ol | néopentanol alcool néopentylique                                   | primaire           | 75-84-3   |                     |
| pentan-3-ol             | diéthyl carbinol                                                   | secondaire         | 584-02-1  |                     |
| pentan-2-ol             | Alcool sec-amylique (chiral) méthyl (n) propyl carbinol            | secondaire         | 6032-29-7 |                     |
| 3-méthylbutan-2-ol      | 2-Isopentanol (chiral) sec-Isopentanol méthyl isopropyl carbinol   | secondaire         | 598-75-4  |                     |
| 2-méthylbutan-2-ol      | tert-Pentanol Diméthyl éthyl carbinol Alcool amylique tertiaire    | tertiaire          | 75-85-4   |                     |

## Isobutyl carbinol
Le composé le plus important est l'isobutyl carbinol (3-Méthylbutan-1-ol), il est le plus souvent rencontré lors de la fermentation de l'alcool amylique et est le constituant des alcools de fusel. Il peut être séparé des alcools de fusel en l'homogénéisant avec une solution épaisse de saumure et en le séparant la couche de la saumure par distillation entre 125 °C et 140 °C. On peut le préparer par synthèse à partir de l'éthanol en le transformant en isovaléraldéhyde, ensuite réduit en isobutyl carbinol en présence d'amalgame de sodium.
Il se présente sous la forme d'un liquide de densité 0,824 7 g·cm-3 (0 °C), dont la température d'ébullition est de 131,6 °C. Il est légèrement soluble dans l'eau, très soluble dans l'éthanol. Il possède une odeur forte caractéristique et laisse dans la bouche un goût de brûlé. Il n'est pas un poison lorsqu'il est pur, mais peut le devenir si le produit n'est pas pur. Il se décompose en acétylène, éthylène et propylène lorsqu'on le fait passer dans un tube chauffé au rouge. Il est oxydé par l'acide chromique mélangé à l'isovaléraldéhyde et il forme des composés cristallins avec le chlorure de calcium.

## Autres alcools
Les autres alcools amyliques peuvent être obtenus par synthèse. Le plus difficile à obtenir a été l'alcool tertiaire butyl carbinol dont on a effectué en premier la synthèse en 1891. C'est un solide qui fond entre 48 °C et 50 °C et qui bout à 112,3 °C.